# Leptobrachium smithi
Leptobrachium smithi är en groddjursart som beskrevs av Matsui, Nabhitabhata och Somsak Panha 1999. Leptobrachium smithi ingår i släktet Leptobrachium och familjen Megophryidae. IUCN kategoriserar arten globalt som livskraftig. Inga underarter finns listade i Catalogue of Life.